# Chien-assis

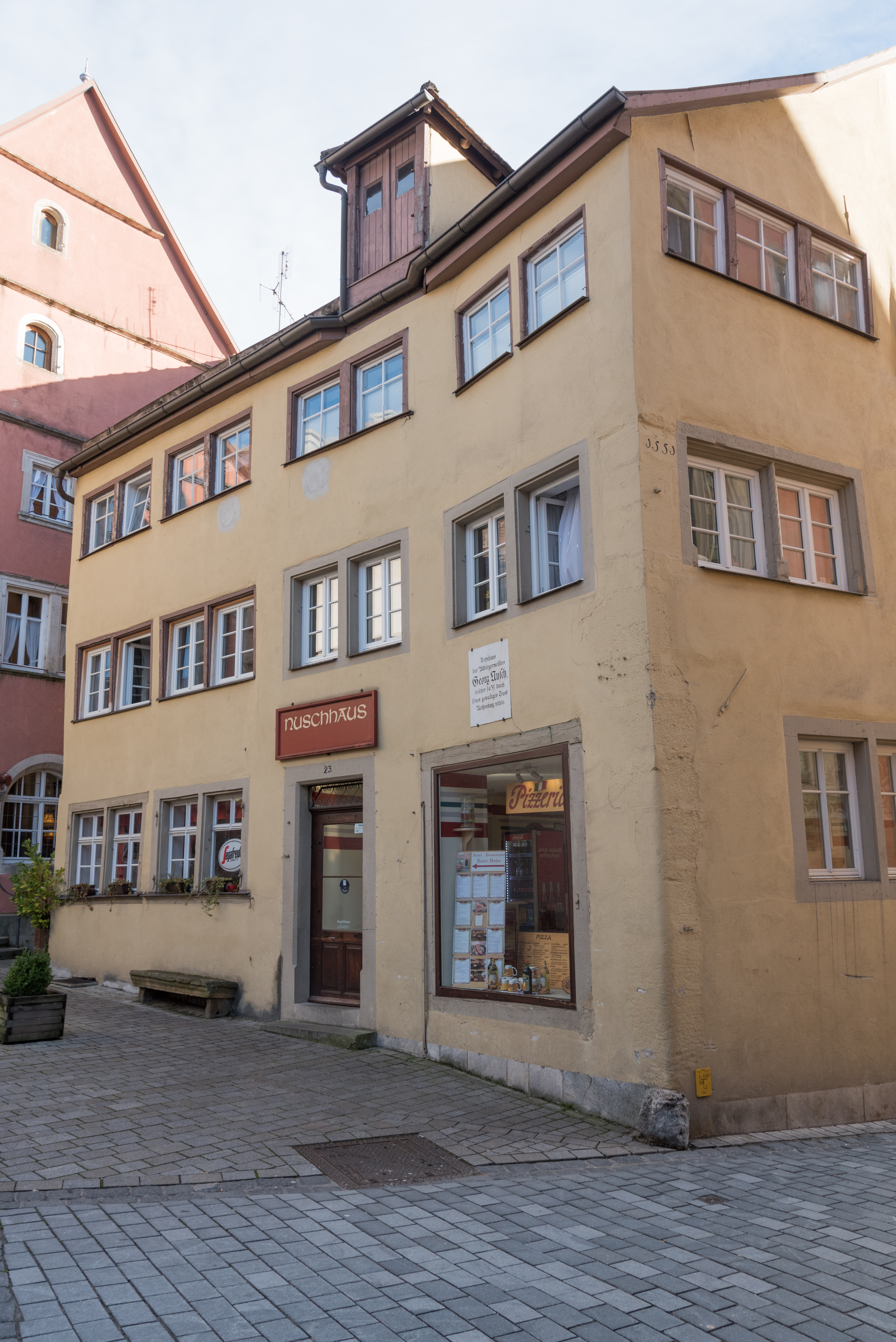
Chien-assis sur une maison de Rothenburg ob der Tauber (Bavière, Allemagne).

Un chien-assis est à l'origine une lucarne de petite dimension propre aux toits à faible pente, couverte par un rampant unique en pente inverse de celle du toit, destinée à assurer principalement une fonction de ventilation. Le chien-assis est l’équivalent d’une lucarne retroussée ou demoiselle. Il ne doit pas être confondu avec la lucarne rampante (dite aussi "chien-couché") comportant un rampant unique de pente plus faible mais de même sens que celle du toit principal.